# National Woman’s Party

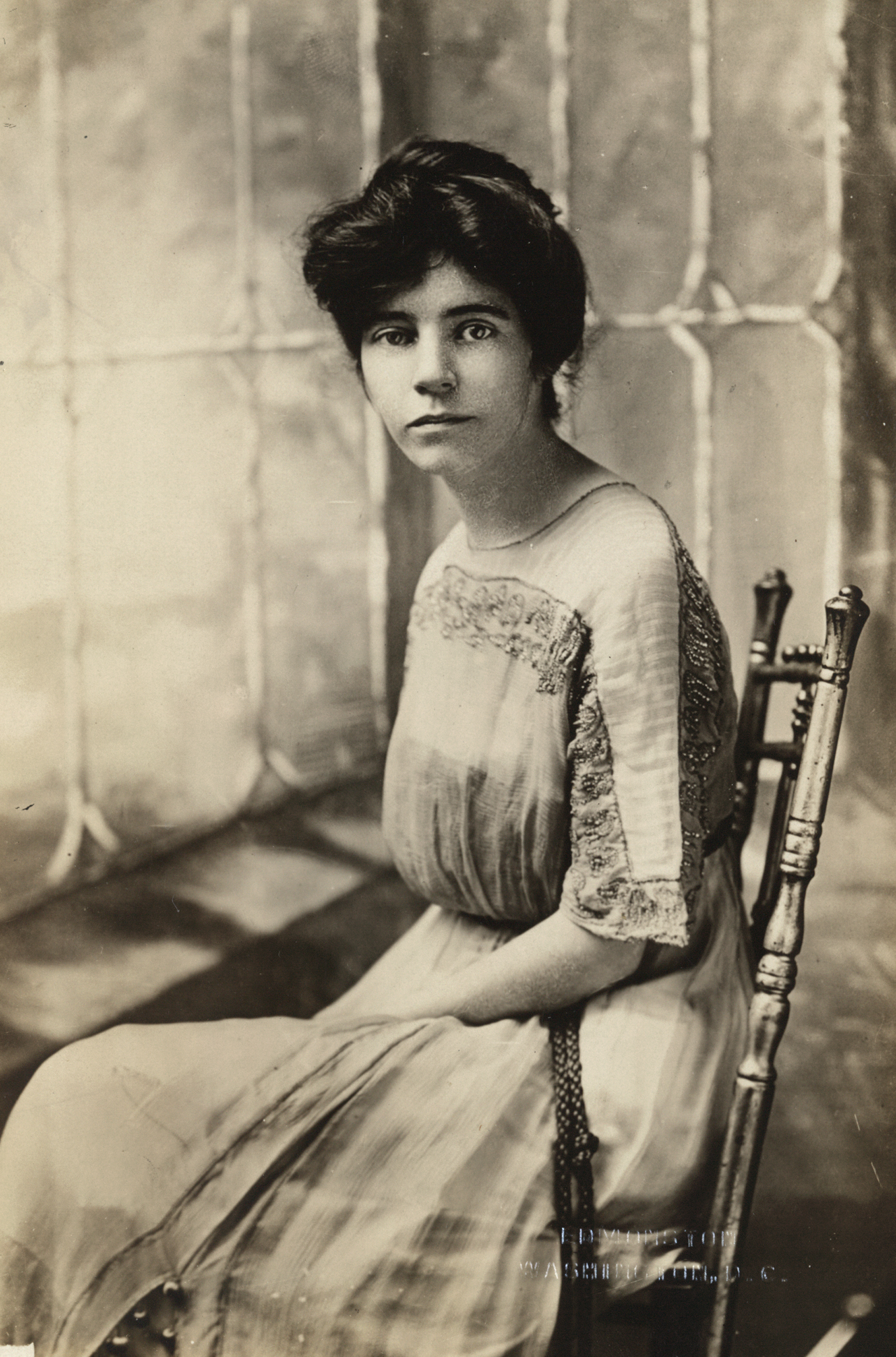
NWP-Gründerin Alice Paul um 1915

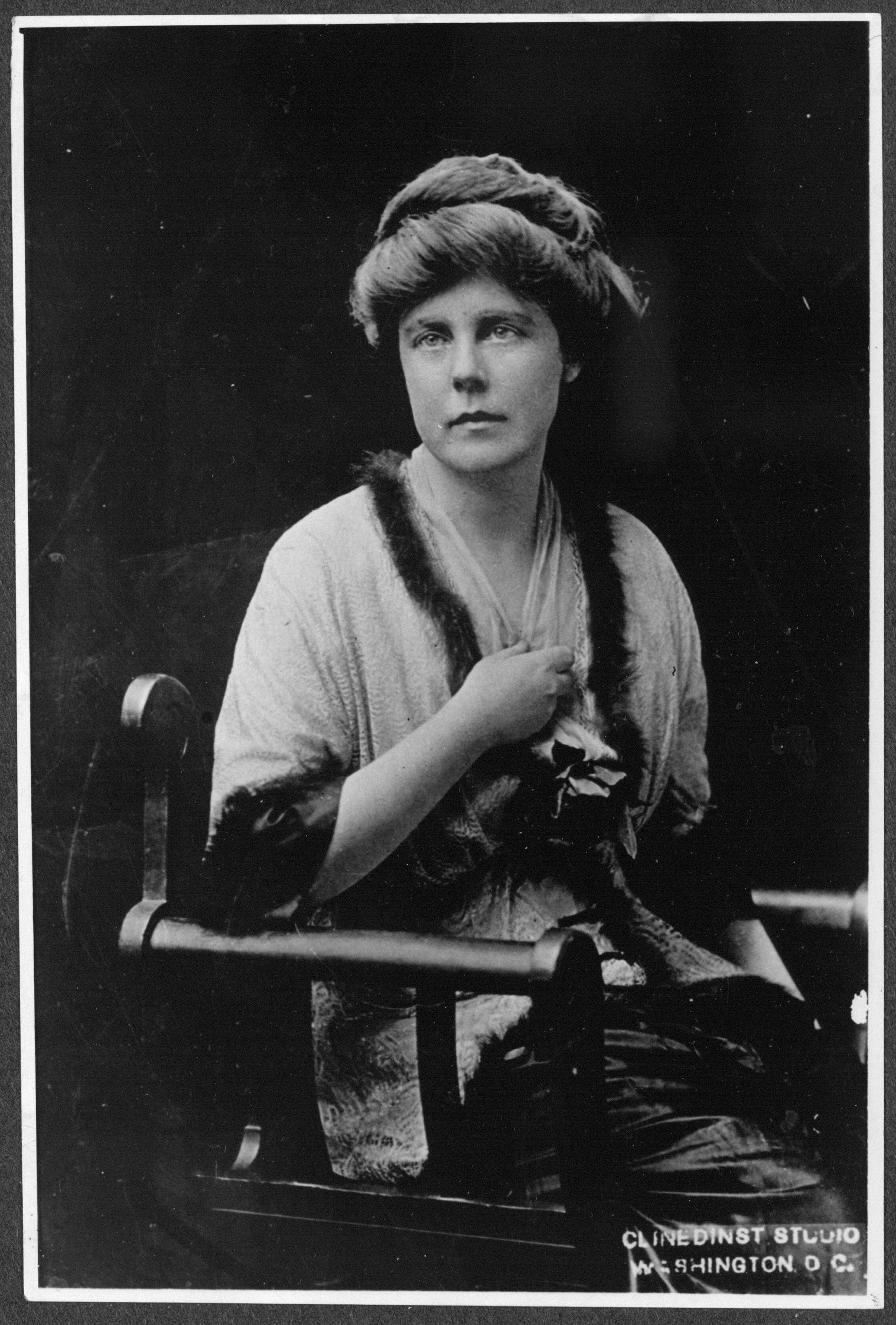
NWP-Gründerin Lucy Burns 1913

Die National Woman’s Party (NWP, englisch für Nationale Frauenpartei) war eine frauenpolitische Organisation in den USA. Ziel der Organisation war die Durchsetzung des Frauenwahlrechts in den USA. Obwohl die NWP die Bezeichnung „Partei“ führte, trat sie nicht als politische Partei auf und nahm auch nicht an Wahlen teil.

## Geschichte

### Der Weg zur Gründung
Alice Paul und Lucy Burns, zwei junge US-Amerikanerinnen, waren unabhängig voneinander zum Studium in England. Dort schlossen sie sich der englischen Frauenwahlrechtsorganisation Women’s Social and Political Union (WSPU) um Emmeline und Christabel Pankhurst an. Bei Protestaktionen lernten sich die beiden Amerikanerinnen kennen und schlossen schnell Freundschaft.
Die Frauen kehrten 1910 getrennt aus England in die USA zurück. Hier schlossen sie sich der National American Woman Suffrage Association (NAWSA) an, einer amerikanischen Organisation von Suffragetten. In Washington trafen sich Paul und Burns wieder. Die von Carrie Chapman Catt (1859–1947) geführte NAWSA erschien beiden Frauen, die Erfahrungen als Aktivistinnen im radikalen Protest für das Frauenwahlrecht aus England mitbrachten, nicht durchsetzungsfähig genug. Ziel der NAWSA war es, das Frauenwahlrecht auf Bundesebene auf dem Umweg über das Wahlrecht in den einzelnen Bundesstaaten zu erhalten. Wenn erst alle Bundesstaaten das Frauenwahlrecht eingeführt hätten, könnte sich auch die amerikanische Bundesregierung dem nicht mehr verschließen. Das Ziel sollte mit Verhandlungen und Petitionen erreicht werden.

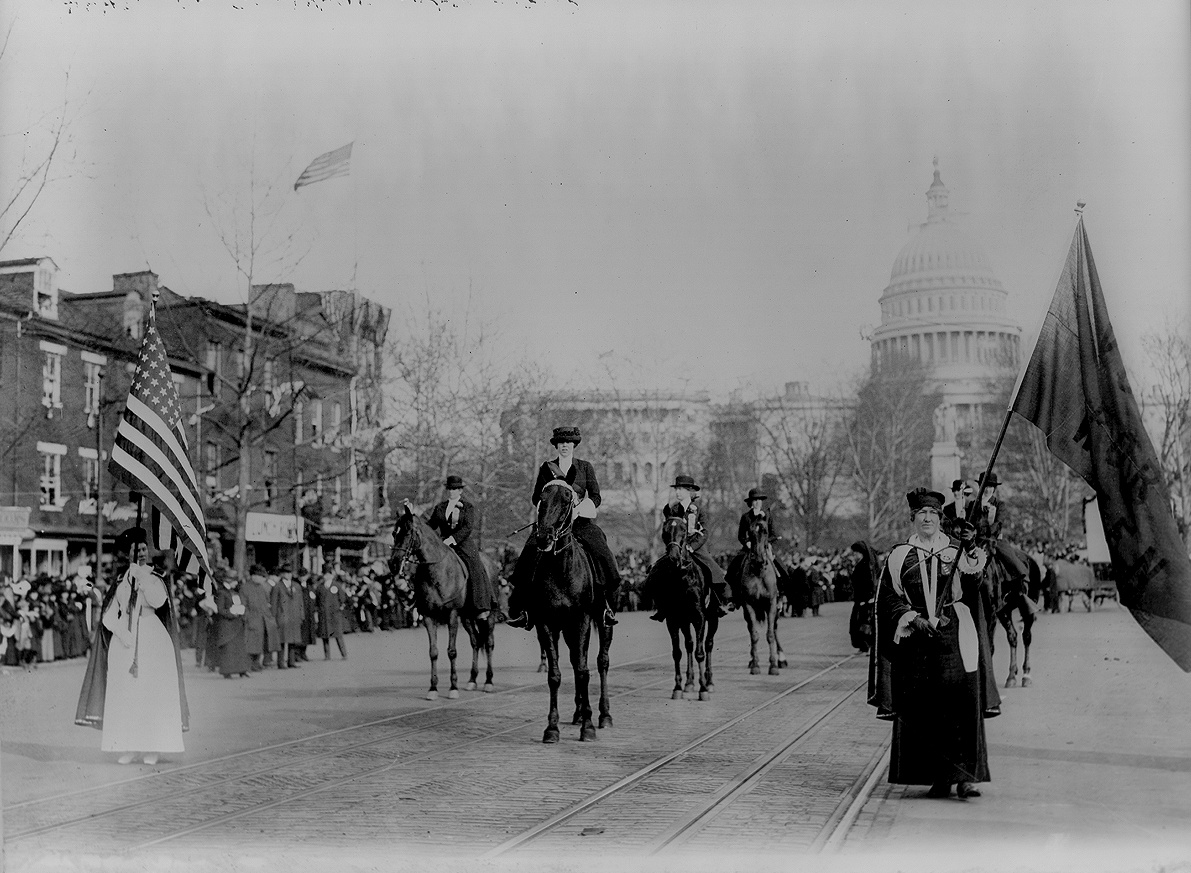
Suffragettenparade in Washington D.C. am 3. März 1913

Da die radikalen Ideen Pauls und Burns’ nicht ins Konzept der NAWSA passten, gründeten sie 1913 innerhalb der Organisation die Congressional Union for Woman Suffrage (CUWS). Die CUWS kümmerte sich um das der NAWSA nachrangige Ziel, durch eine Verfassungsänderung das Frauenwahlrecht auf Bundesebene zu erreichen. Nach mehreren ergebnislosen Treffen mit dem an ihrer Sache uninteressierten zukünftigen Präsidenten Woodrow Wilson organisierten Paul und Burns eine große Parade in Washington D.C., die am 3. März 1913 stattfand – dem Tag vor der Amtseinführung Wilsons – und in einem Desaster endete. Unter den Augen der untätigen Polizei griff ein wütender Mob die paradierenden Frauen an und verletzte viele von ihnen. Dieses Ereignis bescherte den Suffragetten allerdings die bisher nur mangelhafte Aufmerksamkeit der Presse.
1914 kam es zum Zerwürfnis zwischen der NAWSA und der CUWS, die CUWS spaltete sich als eigenständige Organisation ab. 1915 gründeten Paul und Burns aus der CUWS die National Woman’s Party. Sowohl die Vorgängerorganisation als auch die CUWS als auch die NWP nahmen nur Frauen als Mitglieder auf. Auf der Gründungsversammlung stellte Paul klar, dass die NWP keine politische Partei sei und daher nicht an Präsidentschaftswahlen teilnähme. Das Verhältnis zwischen der NAWSA und der NWP war von Anfang an gespannt, die NAWSA kritisiert gegenüber der Öffentlichkeit die Ziele und Aktionen der NWP scharf als zu radikal.

### Mahnwachen vor dem Weißen Haus

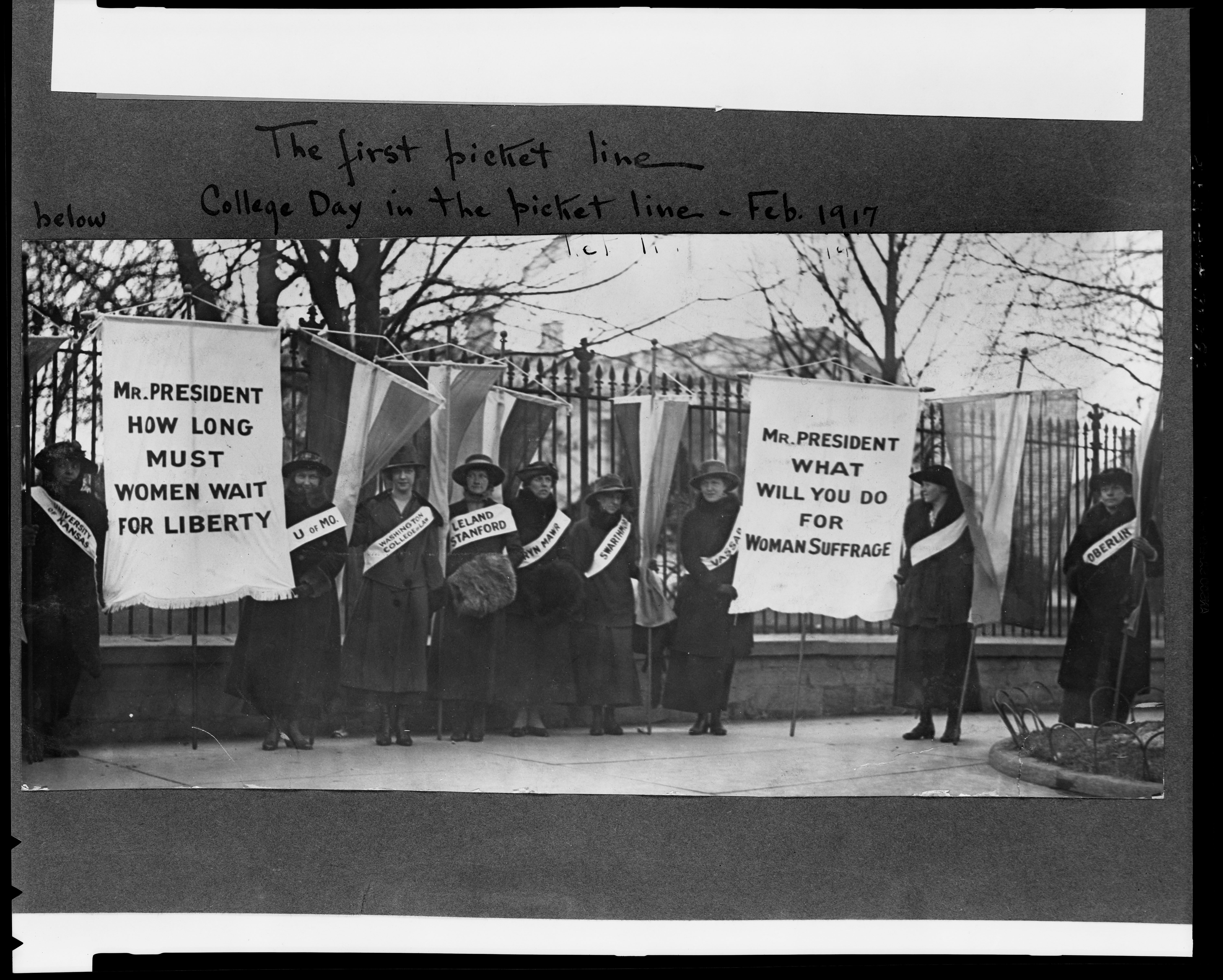
Suffragetten der NWP stehen Mahnwache vor dem Weißen Haus

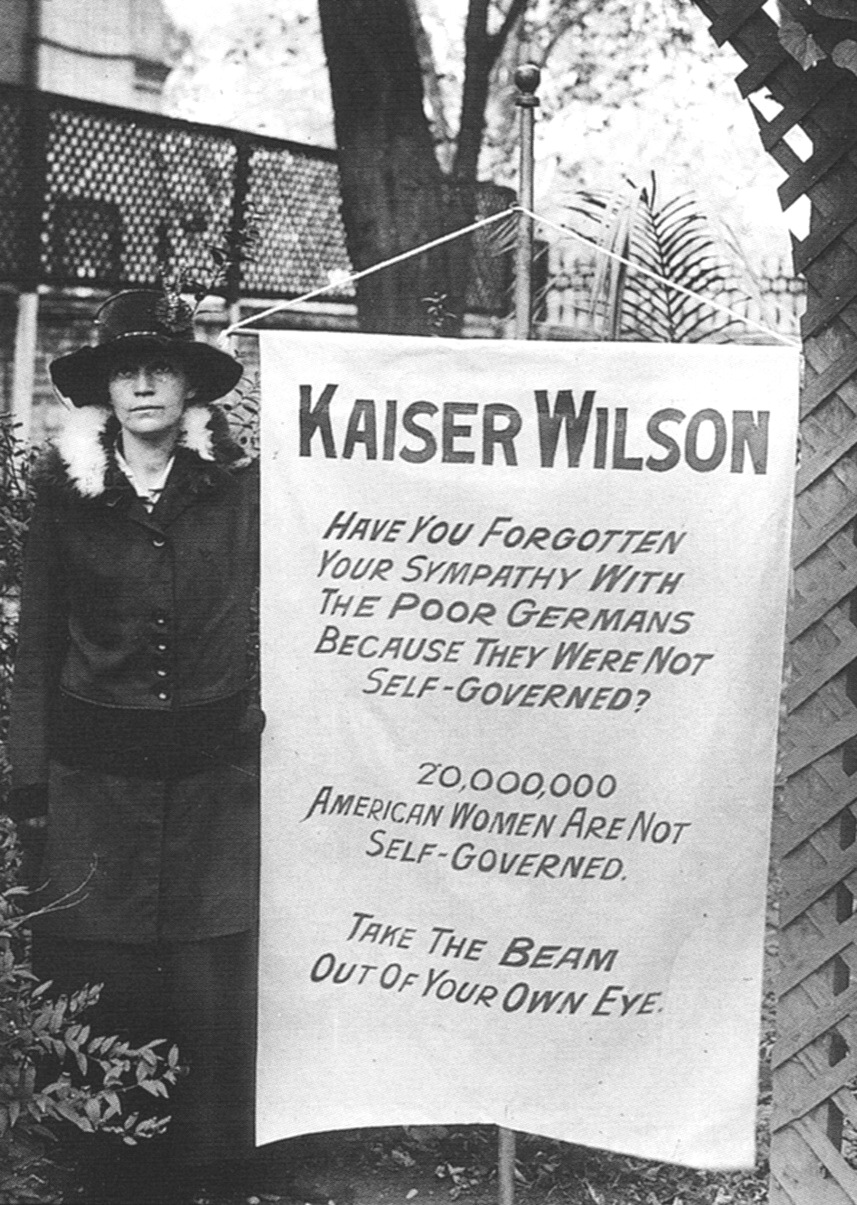
Protestplakat gegen Woodrow Wilson

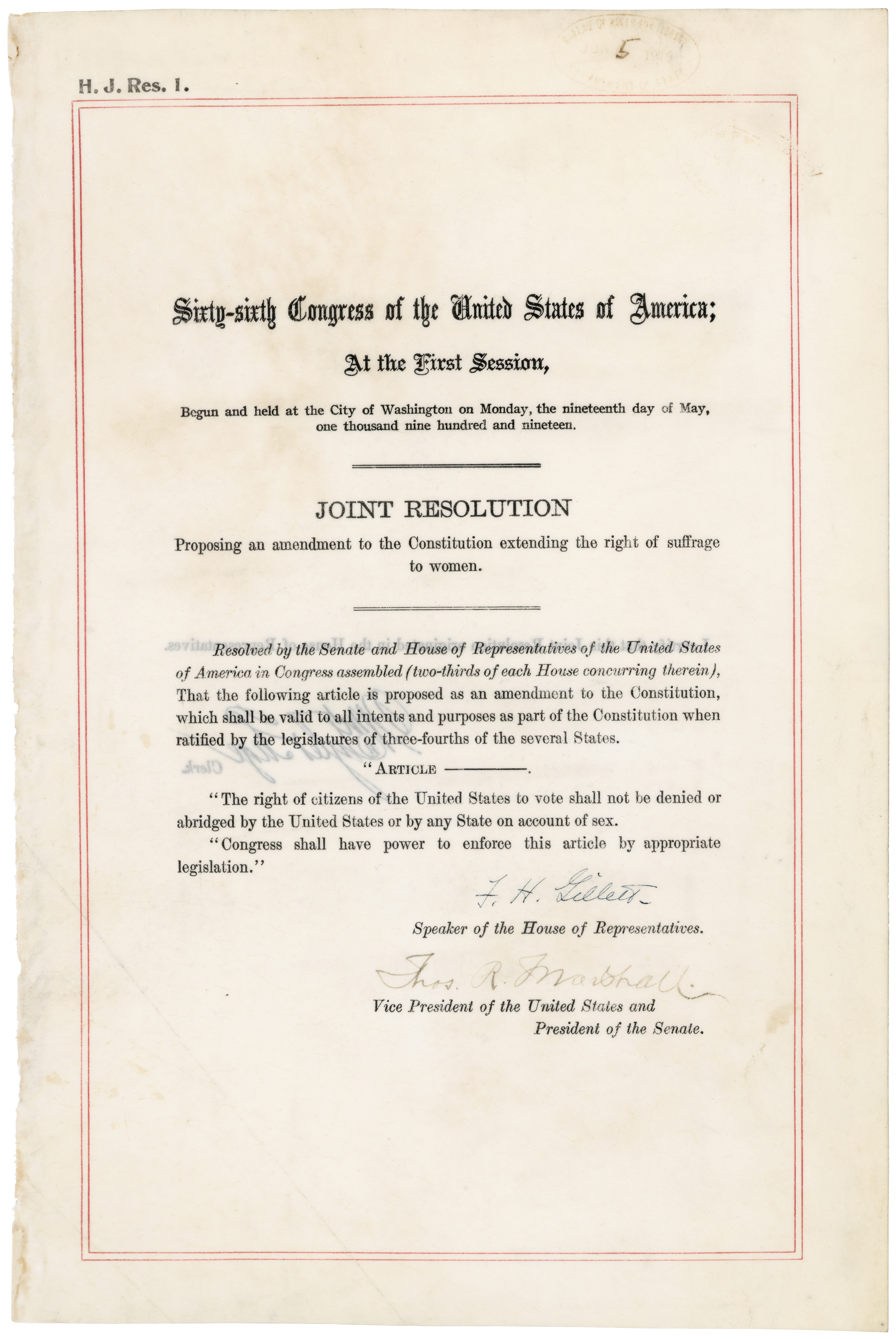
Der 19. Zusatzartikel der Verfassung der Vereinigten Staaten

Die NWP begann 1916 mit gezielten Protestaktionen und Mahnwachen vor dem Weißen Haus, den Silent Sentinels (engl. für Stille Wache), um auf ihr Anliegen aufmerksam zu machen. Die NWP protestierte nicht nur für das Frauenwahlrecht, ihre Aktionen wandten sich auch gegen den Ersten Weltkrieg und einen Kriegseintritt der USA. Viele Protestplakate der NWP richteten sich direkt gegen Woodrow Wilson. Zitate aus Reden „Kaiser Wilsons“ zum Thema Menschen- und Bürgerrechte bezogen die NWP-Aktivistinen direkt auf die Situation der US-Bürgerinnen, verbunden mit der Frage, wann sie diese Rechte endlich bekommen würden.
Als sich die USA 1917 am Ersten Weltkrieg beteiligten, verschärfte sich die Situation der Suffragetten der NWP. Ihre Mahnwachen vor dem Weißen Haus wurden als Verräterinnen beschimpft, teilweise tätlich angegriffen und von der Polizei verhaftet. 35 Frauen wurden im Oktober 1917 mit einer fadenscheinigen Begründung zu mehrmonatigen Haftstrafen verurteilt und unter extremen Bedingungen im Frauengefängnis Occoquan Workhouse (heute Lorton Correctional Complex) eingesperrt. Einen Hungerstreik der inhaftierten Suffragetten versuchte die Gefängnisleitung mit systematischer Gewalt und brutaler Zwangsernährung zu brechen.
Die Presse erfuhr von den Haftbedingungen der Frauen und berichtete ausführlich darüber. Dies löste heftigen öffentlichen Protest aus und selbst die bisher zurückhaltende NAWSA erklärte nun, zu radikaleren Methoden greifen zu wollen. Da die USA sich international als Hüter von Menschen- und Bürgerrechten zu profilieren versuchten, hätte eine weitere Inhaftierung der Suffragetten einen deutlichen Verlust an Glaubwürdigkeit für die USA bedeutet. Zudem konnte sich die US-Regierung in der Kriegssituation einen innenpolitischen Skandal nicht leisten, sie benötigte auch die Gefolgschaft der Frauen. Die inhaftierten NWP-Aktivistinnen wurden Ende November 1917 aus der Haft entlassen und die Haftstrafen in der Folge vom Obersten Gerichtshof der USA für verfassungswidrig erklärt.
Unter dem innenpolitischen Druck gab Präsident W. Wilson am 9. Januar 1919 seine Unterstützung für den Verfassungszusatz bekannt. Mit knapp erreichter Zweidrittelmehrheit verabschiedete das Repräsentantenhaus das Gesetz. Der Senat weigerte sich jedoch, den Verfassungszusatz zu diskutieren, und bei seiner Abstimmung im Oktober 1918 fehlten zwei Stimmen zur erforderlichen Zweidrittelmehrheit. Da im Herbst 1918 Senatswahlen anstanden, rief die NWP in einer groß angelegten Kampagne dazu auf, die Senatoren nicht wiederzuwählen, die gegen den Verfassungszusatz gestimmt hatten. Die Kampagne hatte Erfolg, die Mehrheit der neugewählten Senatoren war für das Frauenwahlrecht. Am 21. Mai 1919 verabschiedete das US-Repräsentantenhaus den Zusatz mit 340 zu 89 Stimmen; zwei Wochen später der Senat mit 56 zu 25 Stimmen ebenfalls. Der 19. Zusatzartikel zur Verfassung der Vereinigten Staaten wurde am 26. August 1920 ratifiziert.

### Weiter für die volle Gleichberechtigung
Nachdem die Amerikanerinnen das Wahlrecht erstritten hatten, zogen sich viele Suffragetten – unter ihnen auch Lucy Burns – aus der aktiven Politik zurück. Doch die NWP mit Alice Paul an der Spitze hatte nun die Verankerung der vollen Gleichberechtigung von Frauen und Männern in der US-Verfassung als Ziel. 1921 formierte sich die NWP neu und veröffentlichte 1923 einen von Alice Paul entworfenen Verfassungszusatz, das Equal Rights Amendment (ERA).

“Equality of rights under the law shall not be denied or abridged by the United States or by any state on account of sex.”

„Weder die Vereinigten Staaten noch einer ihrer Bundesstaaten dürfen die Ausübung gleicher Rechte vor dem Gesetz aufgrund des Geschlechts einschränken.“

1925 fanden vor dem Kongress die ersten Anhörungen zum ERA statt. Gleichzeitig gab die NWP das Magazin Equal Rights heraus, das sich hauptsächlich an Frauen richtete, aber auch Männer über den Nutzen von Frauenwahlrechts und Gleichberechtigung informieren sollte.
Es dauerte allerdings noch fast fünfzig Jahre, bis das ERA 1972 endlich vom Senat abgesegnet wurde. Da bis zum Stichtag 1982 aber nicht die erforderliche Zahl Bundesstaaten zustimmte, wurde das Equal Rights Amendment nicht in die Verfassung aufgenommen.

### Die World Woman’s Party als Nachfolgeorganisation
Ende der 1920er Jahre weitete Alice Paul die Aktivitäten der NWP aus. Im Rahmen mehrerer Auslandsreisen nach Südamerika und Europa gründete sie die World Woman’s Party (WWP) mit Sitz in Genf als Nachfolgeorganisation der NWP, die 1930 aufgelöst wurde. Die WWP benannte sich später in World Woman’s Party for Equal Rights um.
Mit Ausbruch des Zweiten Weltkriegs wurde die Zentrale der WWP Zufluchtsort für eine Reihe politischer Flüchtlinge, zog aber 1941 unter dem Druck Nazideutschlands wieder nach Washington. Auf Initiative der WWP wurde 1946 die UN-Kommission für die Rechtsstellung der Frau (Commission on the Status of Women (CSW)) eingerichtet, die dem UN-Wirtschafts- und Sozialrat zugeordnet ist.

## Wissenswertes
Die Geschichte des Kampfes um den 19. Verfassungszusatz wurde 2004 unter dem Titel Iron Jawed Angels von der Regisseurin Katja von Garnier verfilmt.